# Султан ибн Фахд Аль Сауд
Султан ибн Фахд Аль Сауд (араб. سلطان بن فهد بن عبد العزيز آل سعود‎; род. 1951, Эт-Таиф) — четвёртый сын короля Фахда, государственный деятель и спортивный функционер; министр по делам социального обеспечения молодёжи (1999—2011), президент Федерации футбола Саудовской Аравии (1999—2011) и председатель Олимпийского комитета Саудовской Аравии (1999—2011).

## Биография

### Происхождение и образование
Принц Султан ибн Фахд Аль Сауд родился в 1951 году в Эт-Таифе в семье будущего короля Фахда и его первой жены Аль Ануд бинт Абдул-Азиз Аль Джилуви. Она умерла в марте 1999 года в возрасте 76 лет в Санта-Барбаре. У него были три полнородных брата и сестра: принц Фейсал (1945—1999), принц Сауд (род. 1950), принц Халид (род. 1958) и принцесса Латифа (1959—2013). 
В 1973 году Султан ибн Фахд окончил Королевскую военную академию в Сандхёрсте в качестве бакалавра военных наук.

### Карьера
По окончании учёбы поступил на службу в танковый корпус ВС Саудовской Аравии в звании лейтенанта в провинции Табук.
Покинув армию, стал работать на государственной службе в качестве заместителя министра по делам социального обеспечения молодёжи, занимая эту должность с 1991 по 1999 годы.
После смерти старшего брата Фейсала в августе 1999 года возглавил министерство по делам социального обеспечения молодёжи, Федерацию футбола Саудовской Аравии, Олимпийского комитета Саудовской Аравии и Союза арабских футбольных ассоциаций, на которых работал до 2011 года.
Помимо управленческой деятельности занимается бизнесом.

### Семья
Женат на Аль Джавхаре бинт Фейсал ибн Турки Аль Сауд; у пары две дочери:принцесса Нуф и принцесса Сара.